# Bazoches-lès-Bray
Pour les articles homonymes, voir Bazoches (homonymie).
Bazoches-lès-Bray est une commune française située dans le département de Seine-et-Marne en région Île-de-France.

## Géographie

### Localisation
La commune, qui borde la Seine en rive gauche (côté sud), est située au sud-est du département de Seine-et-Marne, en limite du département de l'Yonne.

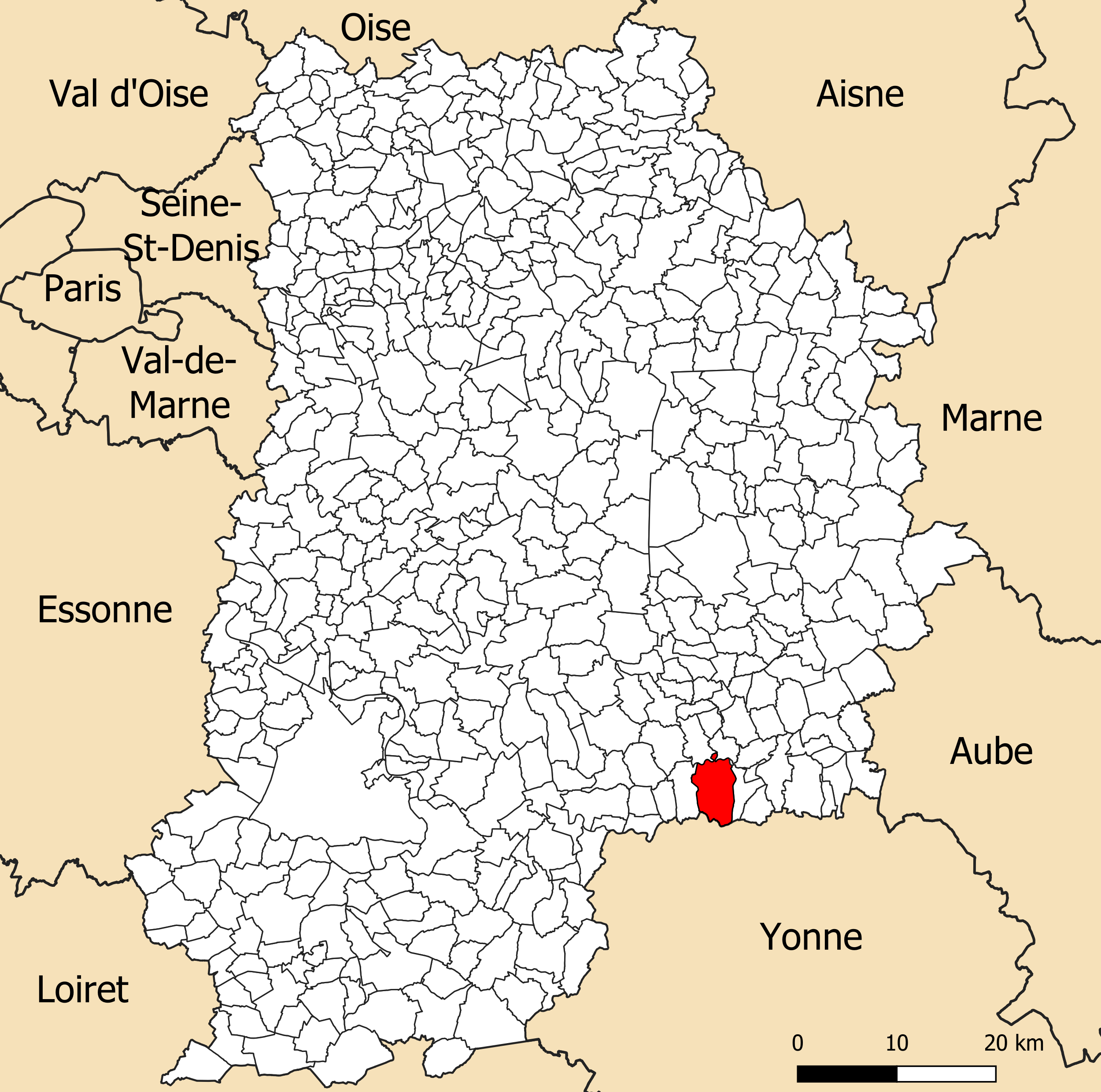
Localisation de la commune de Bazoches-lès-Bray dans le département de Seine-et-Marne.

Bray-sur-Seine se trouve à 5 kilomètres à l’est, Provins à 25 kilomètres au nord-est et Montereau-Fault-Yonne à 18 kilomètres à l'ouest. Paris est à environ 95 kilomètres au nord-ouest.

### Communes limitrophes
|                 | Vimpelles, St-Sauveur-lès-Bray | Mouy-sur-Seine     |
| Balloy          | Bazoches-lès-Bray              | Mousseaux-lès-Bray |
| Vinneuf (Yonne) | Courlon-sur-Yonne (Yonne)      | Sergines (Yonne)   |

### Géologie et relief
La commune est classée en zone de sismicité 1, correspondant à une sismicité très faible. L'altitude varie de 50 mètres à 129 mètres pour le point le plus haut , le centre du bourg se situant à environ 68 mètres d'altitude (mairie).

### Hydrographie

#### Réseau hydrographique

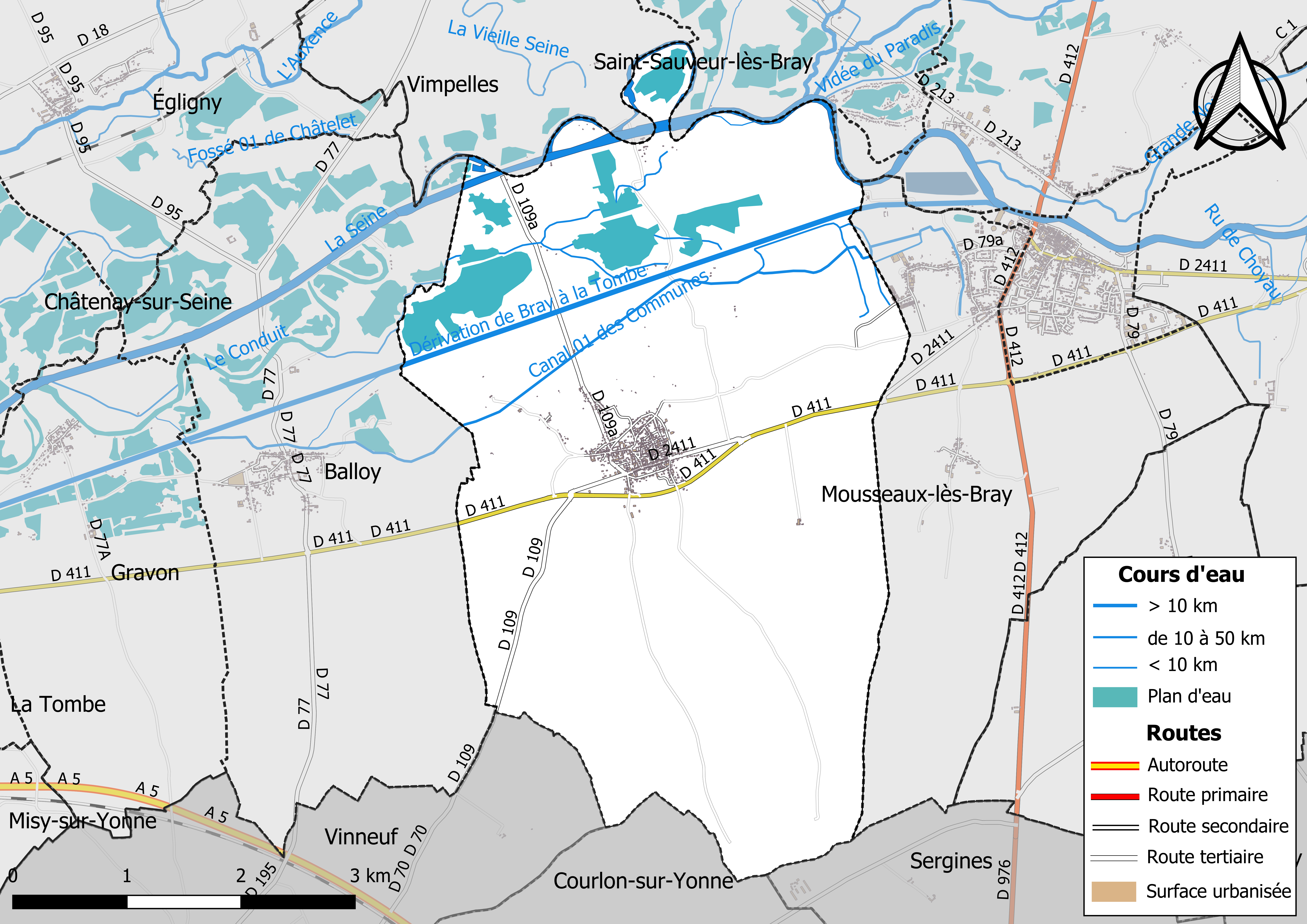
Carte des réseaux hydrographique et routier de Bazoches-lès-Bray.

Le réseau hydrographique de la commune se compose de onze cours d'eau référencés :
- la Seine, qui sert de limite de commune au nord, avec Vimpelles au nord-ouest et Saint-Sauveur-lès-Bray au nord-est. Un bras mort à la jonction des trois communes forme une grande boucle presque fermée[3], abandonnée depuis les années 1970-1980 avec la mise en chenal de la Seine ; la circulation de son eau a été restaurée en le reliant à la Seine par 115 m de rivière artificielle en 2015[4].
  - un bras de 0,51 km[5] ;
  - le Conduit, 7,47 km[6], qui conflue avec la Seine ;
    - le Conduit, 1,65 km[7], qui conflue avec le Conduit ;
      - le fossé 01 de la Rompure, 1,05 km[8], qui conflue avec le Conduit ;

  - l’écluse de la Grande Motte, 0,69 km[9] sur la Seine ;
  - l’ancien canal de dérivation de Bray à la Tombe, désaffecté depuis 1979, coupe la commune d’est en ouest. Le terrain entre ce canal et la Seine est abondamment couvert par plusieurs étangs dont cinq de bonne taille (environ 53 ha, 39 ha, 29 ha, 20 ha et 6,8 ha). Un lieu-dit nommé les Sablières en indique l’usage ancien d’extraction de sable[3] ;
    - le canal 01 des Communes, 8,5 km[10], qui conflue avec le canal de Bray à La Tombe ;
      - le fossé 01 des Grands Clos, canal de 0,94 km[11], et ;
      - le fossé 01 des Pâtures de Champ Grand, canal de 1,95 km[12], qui confluent avec le canal 01 des Communes ; 
        - le fossé 01 du Bois du Chapitre, canal de 0,38 km[13], qui conflue avec le fossé 01 des Pâtures de Champ Grand.

La longueur totale des cours d'eau sur la commune est de 19,18 km.

#### Gestion des cours d'eau
Afin d’atteindre le bon état des eaux imposé par la Directive-cadre sur l'eau du 23 octobre 2000, plusieurs outils de gestion intégrée s’articulent à différentes échelles : le SDAGE, à l’échelle du bassin hydrographique, et le SAGE, à l’échelle locale. Ce dernier fixe les objectifs généraux d’utilisation, de mise en valeur et de protection quantitative et qualitative des ressources en eau superficielle et souterraine. Le département de Seine-et-Marne est couvert par six SAGE, au sein du bassin Seine-Normandie.
La commune fait partie du SAGE « Bassée Voulzie », en cours d'élaboration en décembre 2020. Le territoire de ce SAGE concerne 144 communes dont 73 en Seine-et-Marne, 50 dans l'Aube, 15 dans la Marne et 6 dans l'Yonne, pour une superficie de 1 710 km2,. Le pilotage et l’animation du SAGE sont assurés par Syndicat Mixte Ouvert de l’eau potable, de l’assainissement collectif, de l’assainissement non collectif, des milieux aquatiques et de la démoustication (SDDEA), qualifié de « structure porteuse ». Cet organisme  intervient sur deux compétences gérées aux niveaux des bassins hydrographiques et global : la Gestion des milieux aquatiques et prévention des inondations (GeMAPI) et la démoustication.

### Climat
Pour des articles plus généraux, voir Climat de l'Île-de-France et Climat de Seine-et-Marne.
En 2010, le climat de la commune est de type climat océanique dégradé des plaines du Centre et du Nord, selon une étude du CNRS s'appuyant sur une série de données couvrant la période 1971-2000. En 2020, Météo-France publie une typologie des climats de la France métropolitaine dans laquelle la commune est exposée à un climat océanique altéré et est dans la région climatique Nord-est du bassin Parisien, caractérisée par un ensoleillement médiocre, une pluviométrie moyenne régulièrement répartie au cours de l’année et un hiver froid (3 °C).
Pour la période 1971-2000, la température annuelle moyenne est de 11 °C, avec une amplitude thermique annuelle de 15,4 °C. Le cumul annuel moyen de précipitations est de 710 mm, avec 11,2 jours de précipitations en janvier et 7,4 jours en juillet. Pour la période 1991-2020, la température moyenne annuelle observée sur la station météorologique la plus proche, située sur la commune de La Brosse-Montceaux à 14 km à vol d'oiseau, est de 12,0 °C et le cumul annuel moyen de précipitations est de 652,9 mm,. Pour l'avenir, les paramètres climatiques de la commune estimés pour 2050 selon différents scénarios d'émission de gaz à effet de serre sont consultables sur un site dédié publié par Météo-France en novembre 2022.

### Milieux naturels et biodiversité

#### Réseau Natura 2000

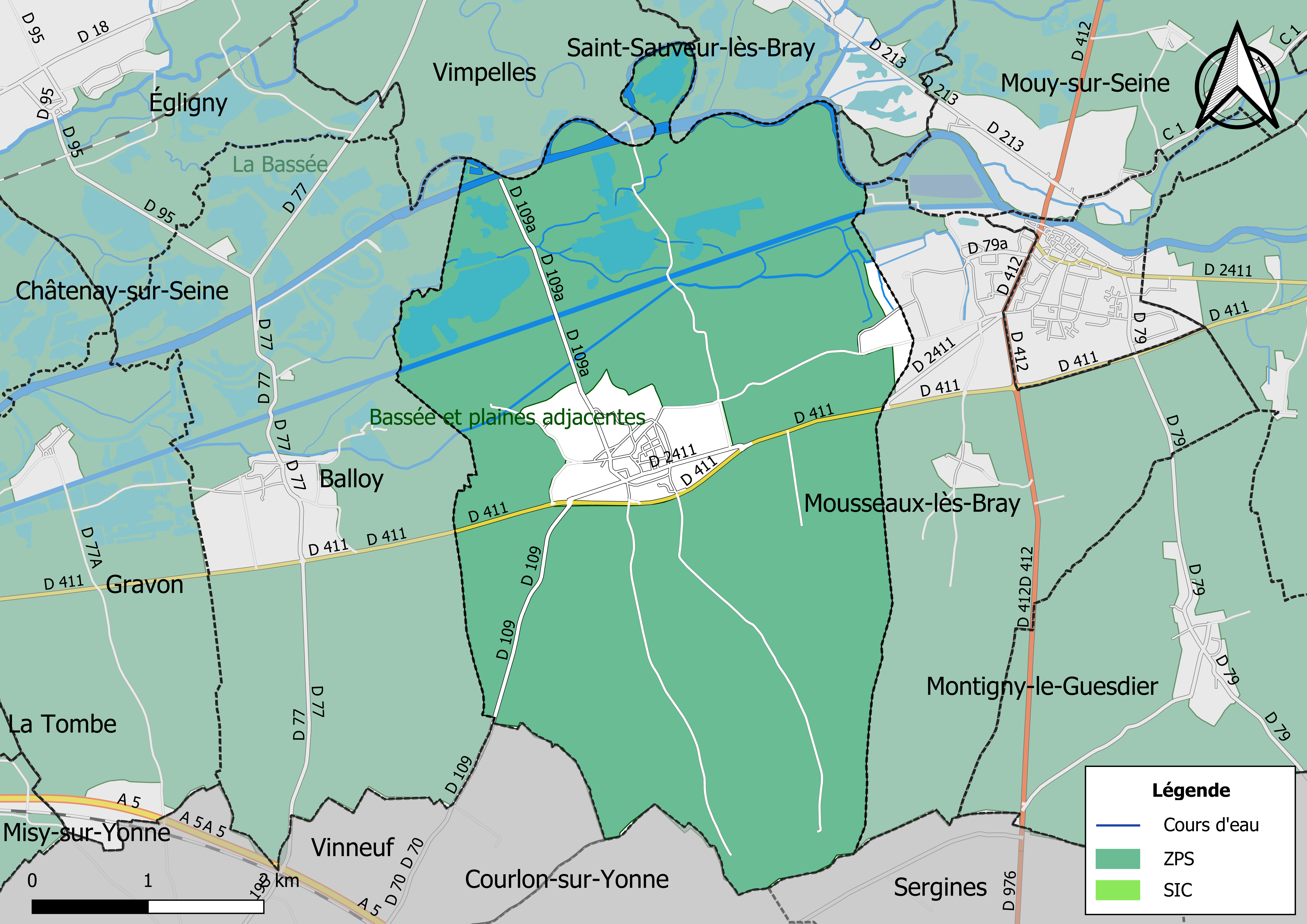
Sites Natura 2000 sur le territoire communal.

Le réseau Natura 2000 est un réseau écologique européen de sites naturels d’intérêt écologique élaboré à partir des Directives « Habitats » et « Oiseaux ». Ce réseau est constitué de Zones spéciales de conservation (ZSC) et de Zones de protection spéciale (ZPS). Dans les zones de ce réseau, les États Membres s'engagent à maintenir dans un état de conservation favorable les types d'habitats et d'espèces concernés, par le biais de mesures réglementaires, administratives ou contractuelles.
Un site Natura 2000 a été défini sur la commune au titre de la « directive Habitats » : 
- la « Bassée », d'une superficie de 1 403 ha, une vaste plaine alluviale de la Seine. Elle abrite la plus grande et l’une des dernières forêts alluviales du Bassin parisien ainsi qu’un ensemble relictuel de prairies humides[26],[27] ;

et un  au titre de la « directive Oiseaux » :  
- la « Bassée et plaines adjacentes », d'une superficie de 27 643 ha, une vaste plaine alluviale de la Seine bordée par un coteau marqué au nord et par un plateau agricole au sud. Elle abrite une importante diversité de milieux qui conditionnent la présence d’une avifaune très riche[28],[29].

#### Zones naturelles d'intérêt écologique, faunistique et floristique
L’inventaire des zones naturelles d'intérêt écologique, faunistique et floristique (ZNIEFF) a pour objectif de réaliser une couverture des zones les plus intéressantes sur le plan écologique, essentiellement dans la perspective d’améliorer la connaissance du patrimoine naturel national et de fournir aux différents décideurs un outil d’aide à la prise en compte de l’environnement dans l’aménagement du territoire.
Le territoire communal de Bazoches-lès-Bray comprend quatre ZNIEFF de type 1,.

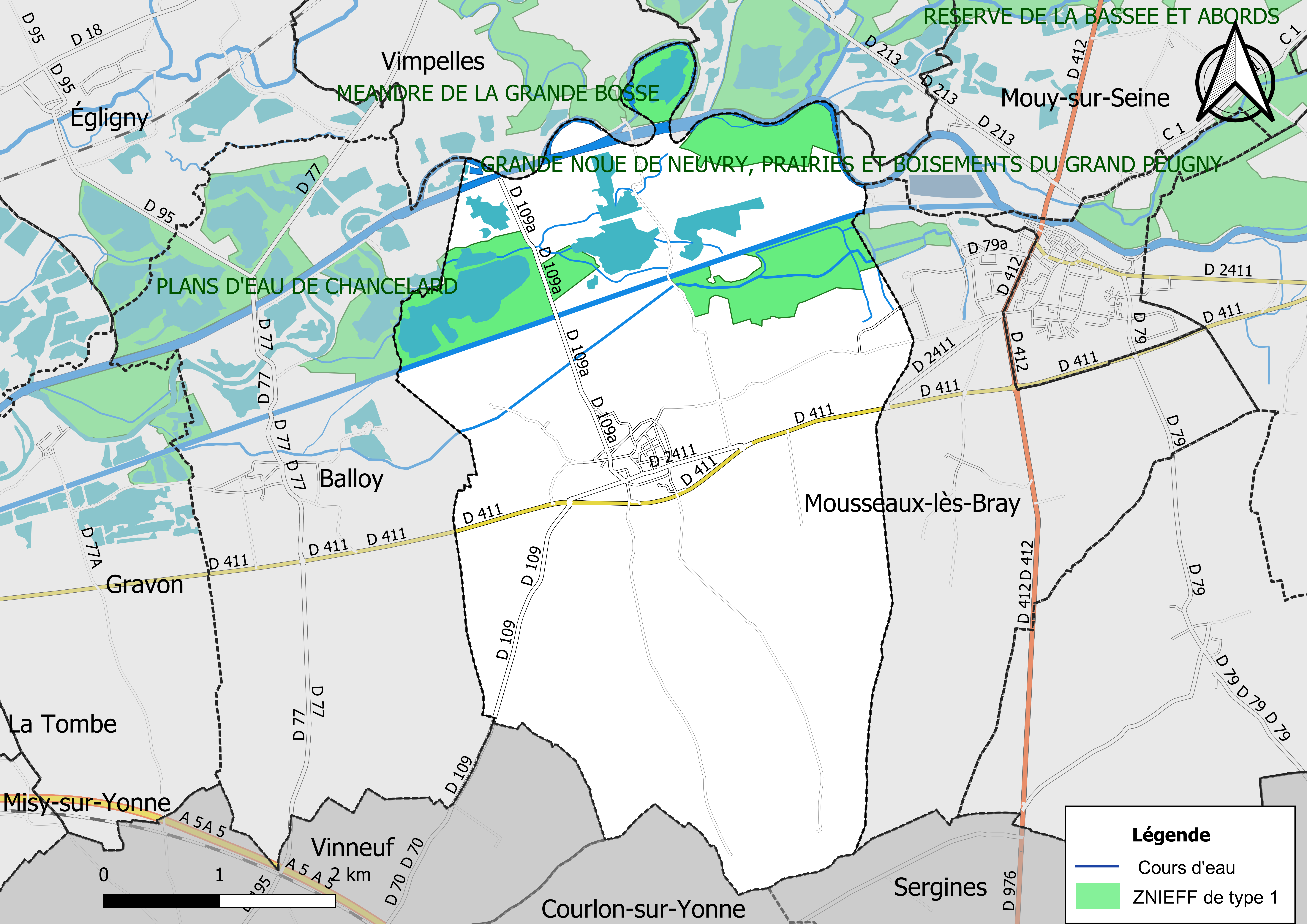
Carte des ZNIEFF de type 1 de la commune.
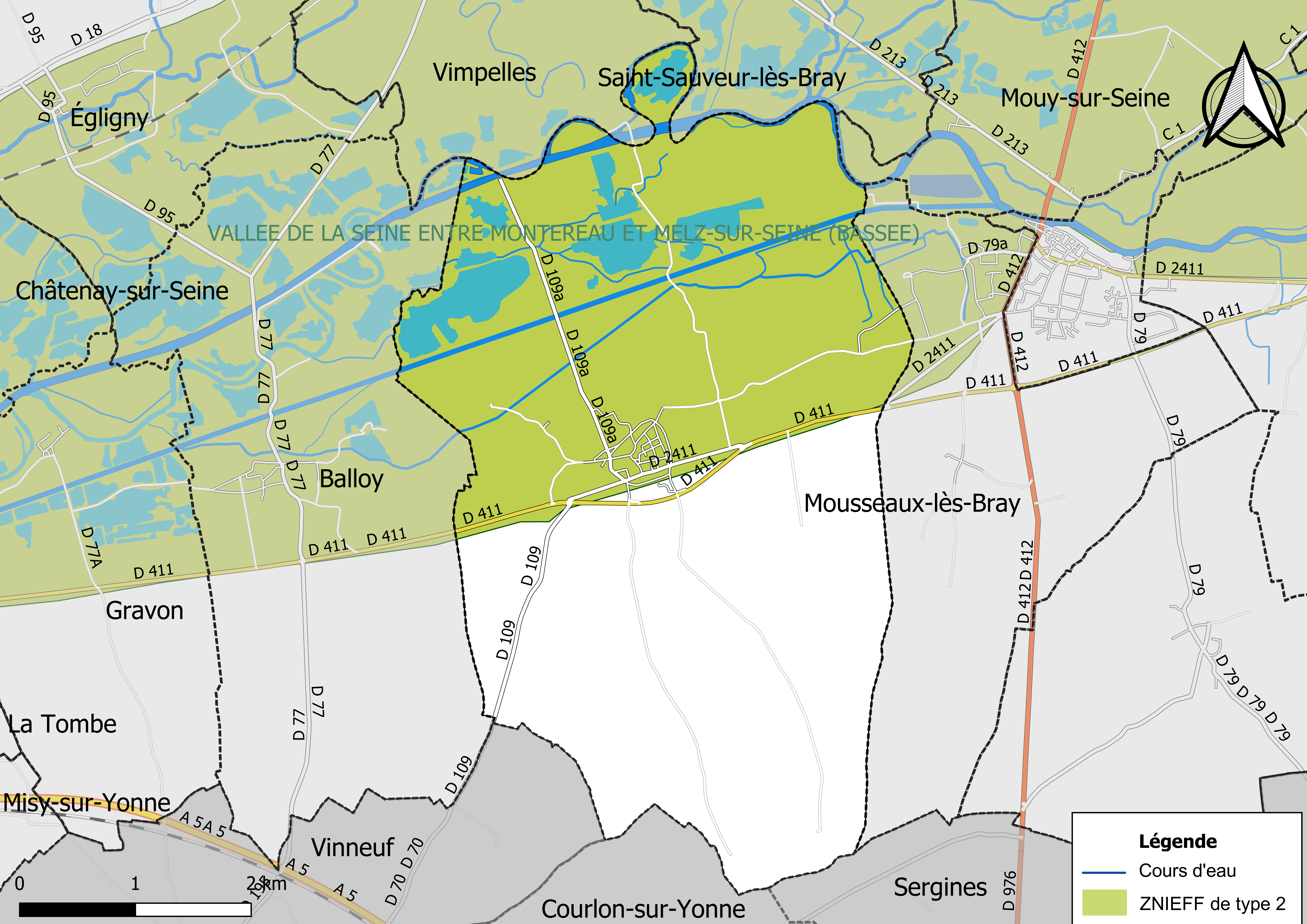
Carte des ZNIEFF de type 2 de la commune.

La zone naturelle d'intérêt écologique, faunistique et floristique (ZNIEFF) continentale de type 1 du « Marais du Grand Champ et bois du Chapitre », de 101,3 ha, est partagée entre Bazoches-lès-Bray et Mousseaux-lès-Bray et longe la rive gauche du canal de Bray à la Motte. Elle s’étend depuis le chemin de la Grande Bosse sur Bazoches à l’ouest jusqu’à la rue du Canal sur Mousseaux à l’est, et couvre pratiquement uniquement des zones boisées et/ou marécageuses.
La ZNIEFF continentale de type 1 du « Méandre de la Grande Bosse », de 40,96 ha, est partagée entre Bazoches-lès-Bray, Saint-Sauveur-lès-Bray et Vimpelles en rive droite de la Seine. Elle couvre une boucle créée par l’ancien cours de la Seine, boucle mesurant environ 1 900 m de long sur 30 à 40 m. de large, autrefois exploitée en gravière qui a depuis donné naissance à un étang au centre de la boucle et fréquenté notamment comme hivernage par le canard siffleur, le canard pilet, la sarcelle d'hiver et la nette rousse (très rare en Ile-de-France), ainsi que comme habitat régulier pour d’autres espèces d’oiseaux. La partie amont de ce bras d’eau, déconnectée de la Seine en 1976, a été reconnectée au fleuve en 2015 avec l’aménagement du cours artificiel, afin de permettre le passage du barrage de la Grande Bosse aux poissons tant migrateurs que locaux. Sur le bras d’eau se trouvent la Cordulie à corps fin (Oxygastra curtisii), la Cordulie métallique (Somatochlora metallica) et l’æschne paisible (Boyeria irene), trois espèces protégées.

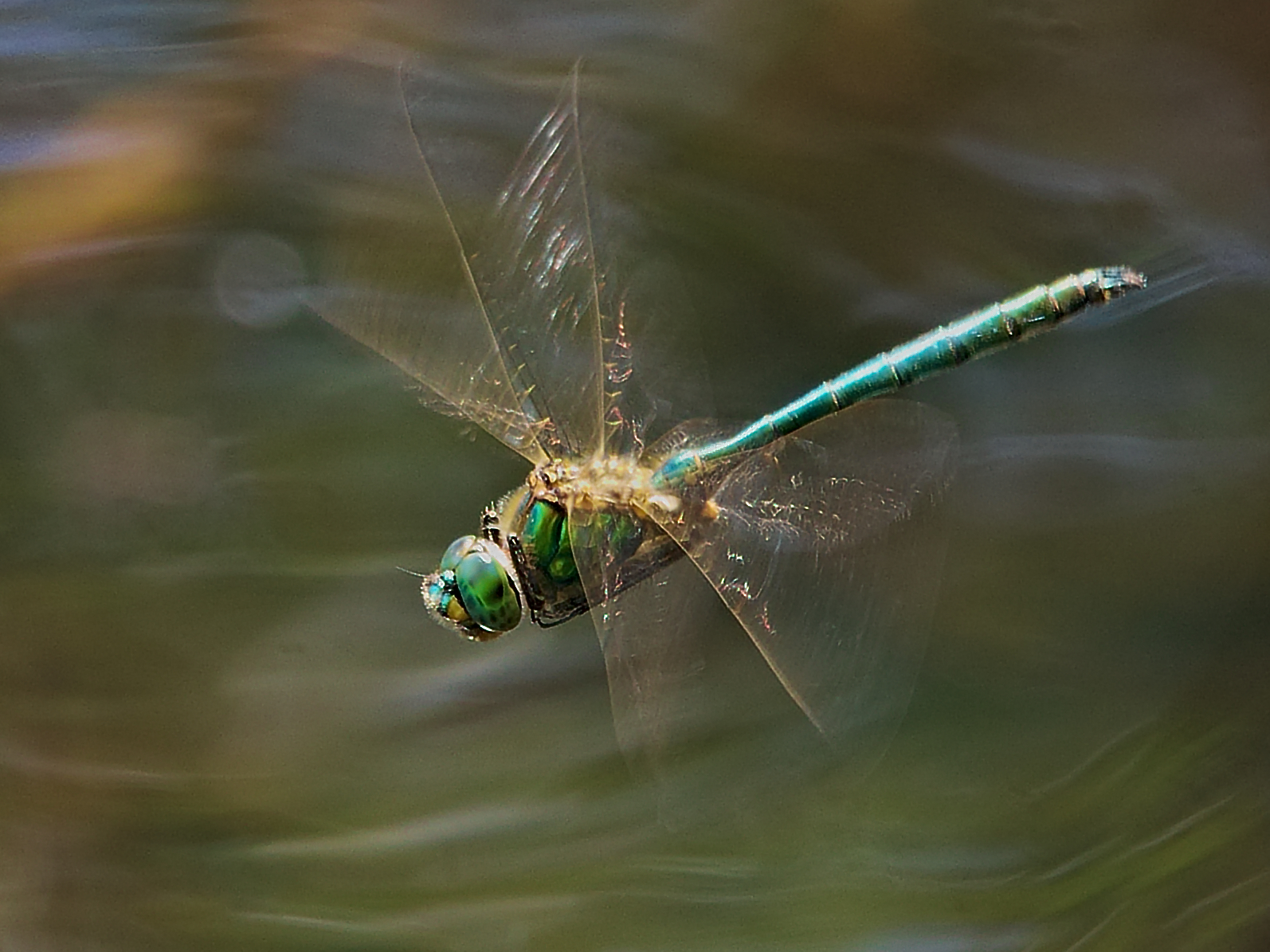
Cordulie métallique
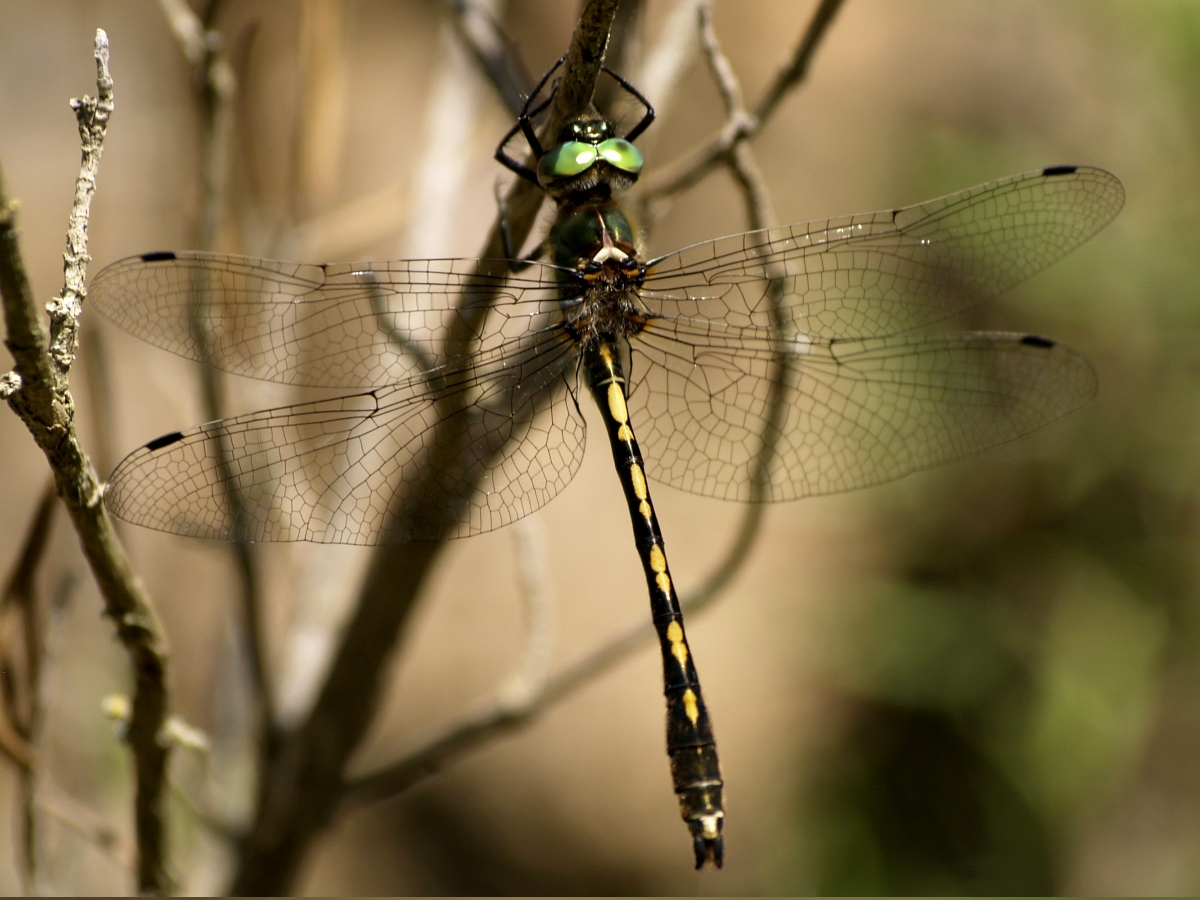
Cordulie à corps fin
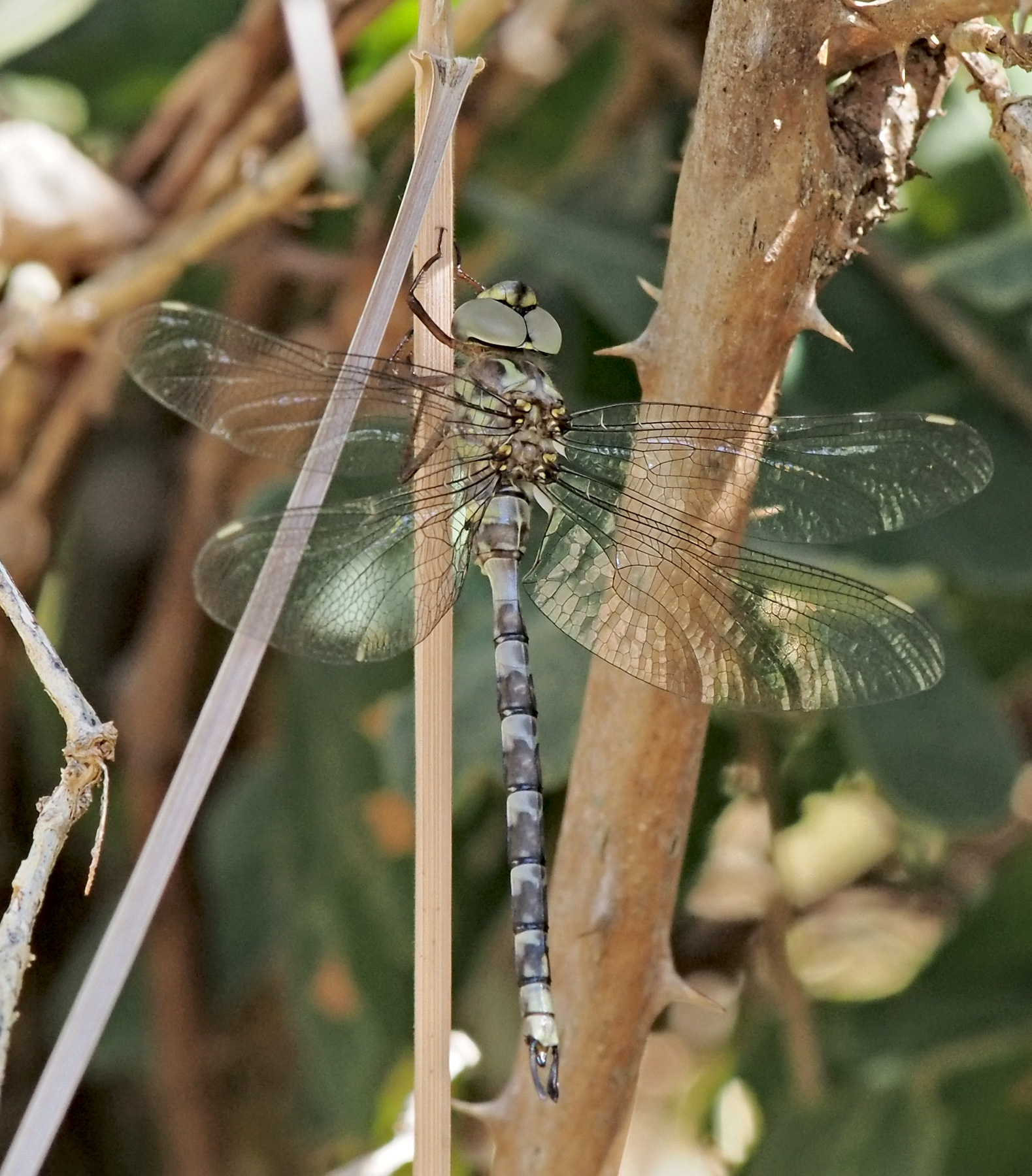
Æschne paisible
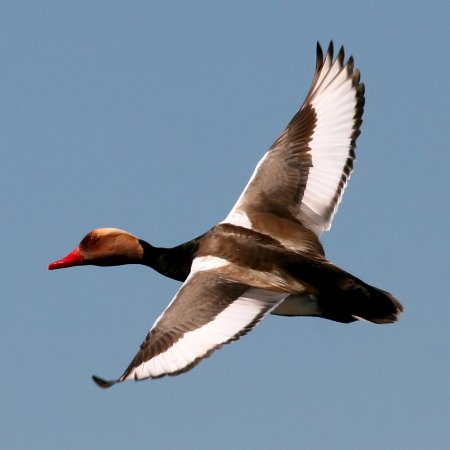
Nette rousse en vol

La ZNIEFF continentale de type 1 de « La grande noue de Tournefou » représente 50,45 ha en bordure de Seine uniquement sur Bazoches-lès-Bray, en amont de l’écluse de la Grande Bosse. Elle couvre un habitat forestier et de roselières (habitats déterminants) et inclut aussi des sauleraies, des plantations de peupliers, des communautés à grandes laîches, de la prairie humide et quelques zones cultivées dont les bordures présentent de la végétation spontanée. On y pratique l’agriculture, la pêche et la chasse.
La ZNIEFF continentale de type 1 de « Zones humides de Champmorin » représente 171,04 ha sur Balloy et Bazoches-lès-Bray, bordant le canal de Bray à la Tombe et dont une partie s’étend jusqu’en bordure de la Seine. D’est en ouest elle va de l’étang des sablières près des Champs Courceaux (non inclus) jusqu’aux abords de la Maison de Seine près de la D95. Elle inclut quatre des étangs cités plus haut (paragraphe “ hydrographie ”)  et un bras mort de la Seine, très similaire à celui de la Grande Bosse (bras fermé en amont, étang au centre) mais celui-là en rive droite. Cette ZNIEFF est caractérisée par des zones humides, vastes plans d’eau issus d’anciennes exploitations de gravillons accompagnés de friches, de prairies et mégaphorbiaies, de tourbières et de roselières. Trois des plantes présentes sont déterminantes pour le statut de ZNIEFF : l’euphorbe de Séguier, le potamot dense ou Groenlandie dense (Groenlandia densa) et l’utriculaire citrine (Utricularia australis). Une dizaine d’espèces d’oiseaux s’y trouvent, dont la plupart utilisent le site pour leur reproduction ; à ceux déjà cités s’ajoutent entre autres la rousserolle turdoïde, la pie-grièche écorcheur (espèce localement menacée), le fuligule milouin, le grèbe castagneux... Le garrot à œil d'or, espèce cavernicole inscrite à l'annexe 2 de la directive oiseaux, profite des nichoirs installés pour sa nidification. La petite île au milieu de l’étang est colonisée par la mouette mélanocéphale et la sterne pierregarin, inscrites à l’annexe 1 de la directive oiseaux, et la mouette rieuse.

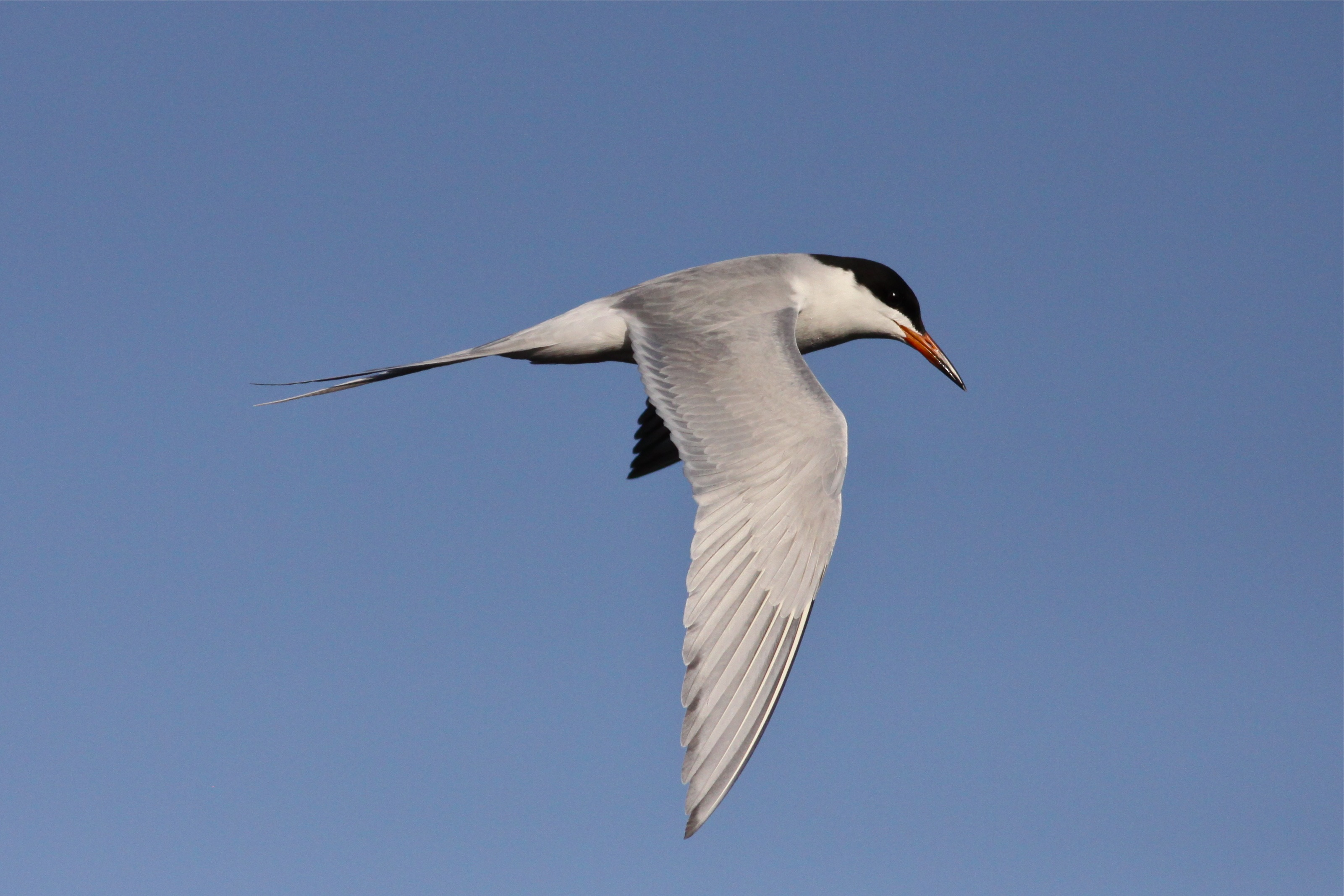
Sterne pierregarin
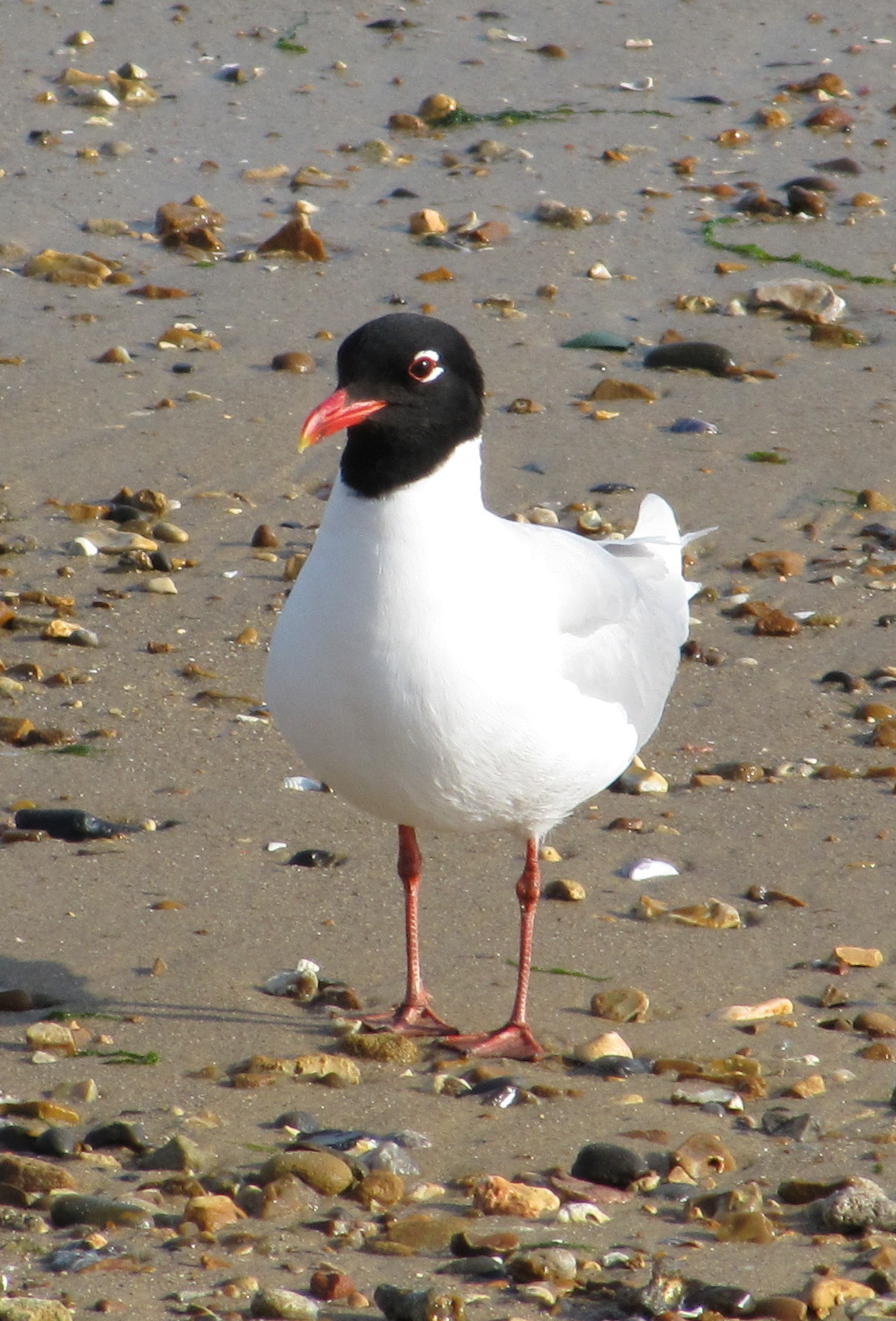
Mouette mélanocéphale
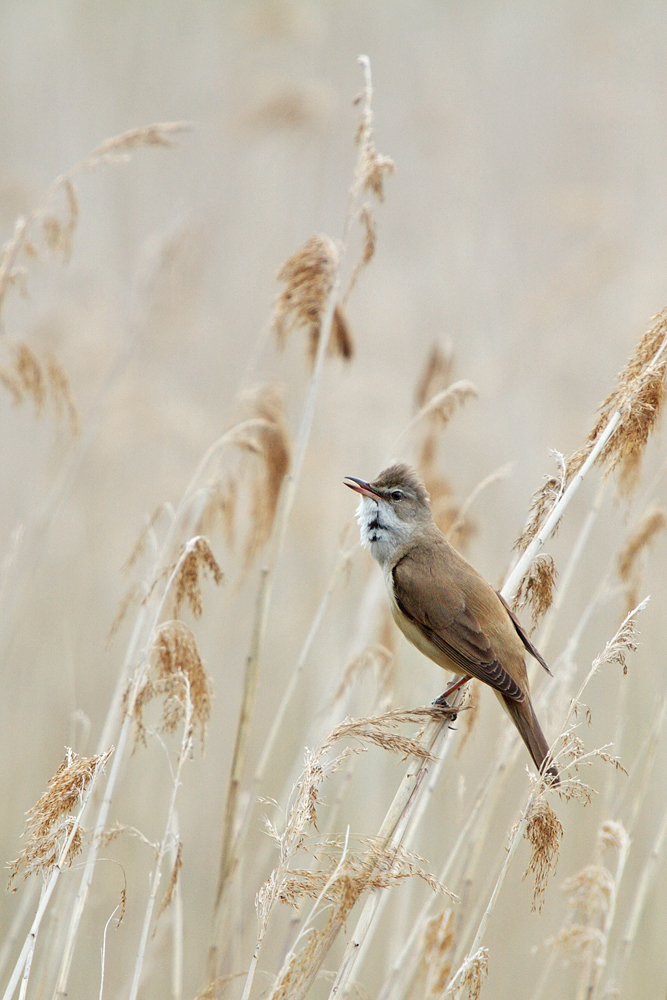
Rousserolle turdoïde
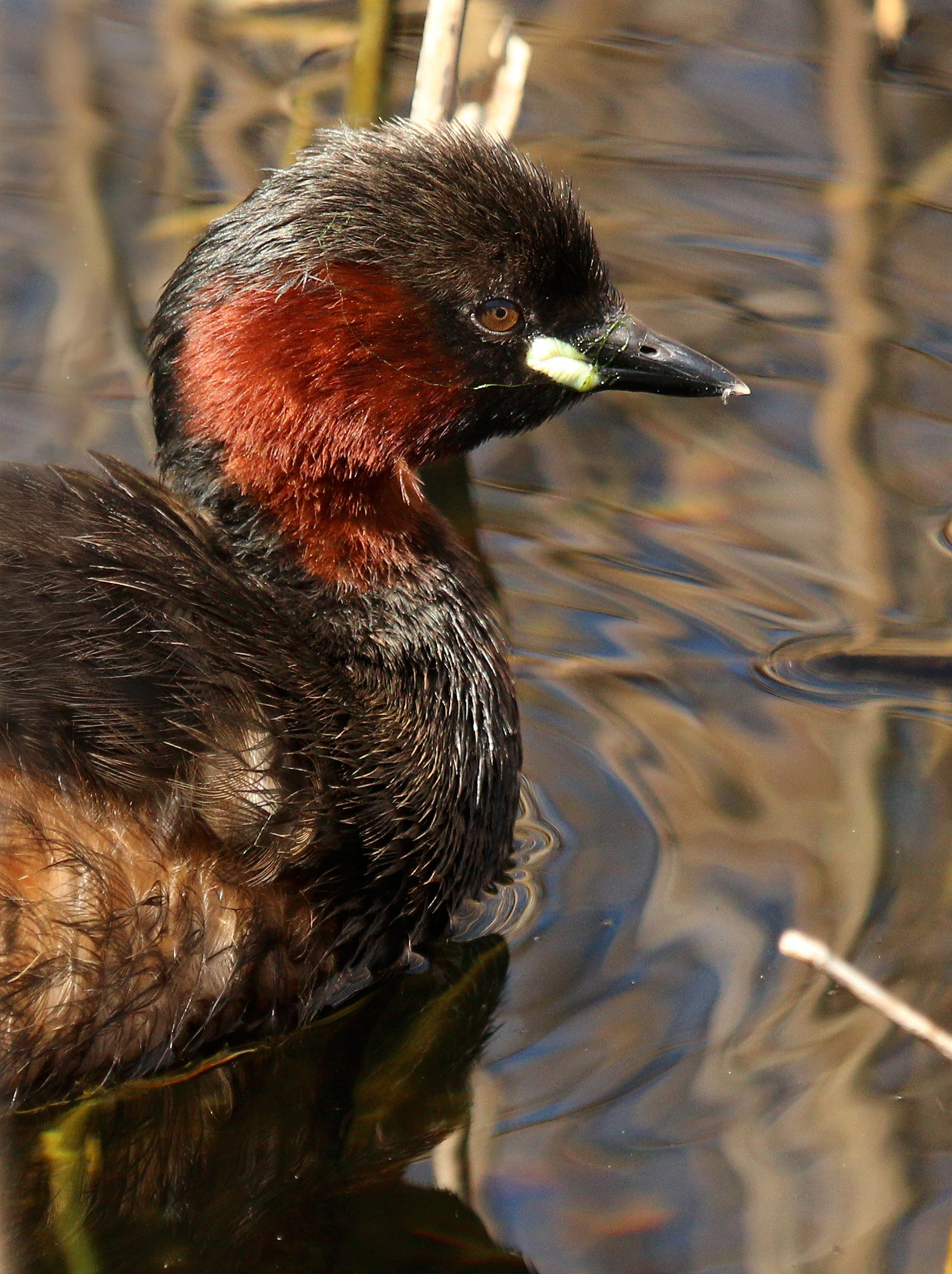
Grèbe castagneux
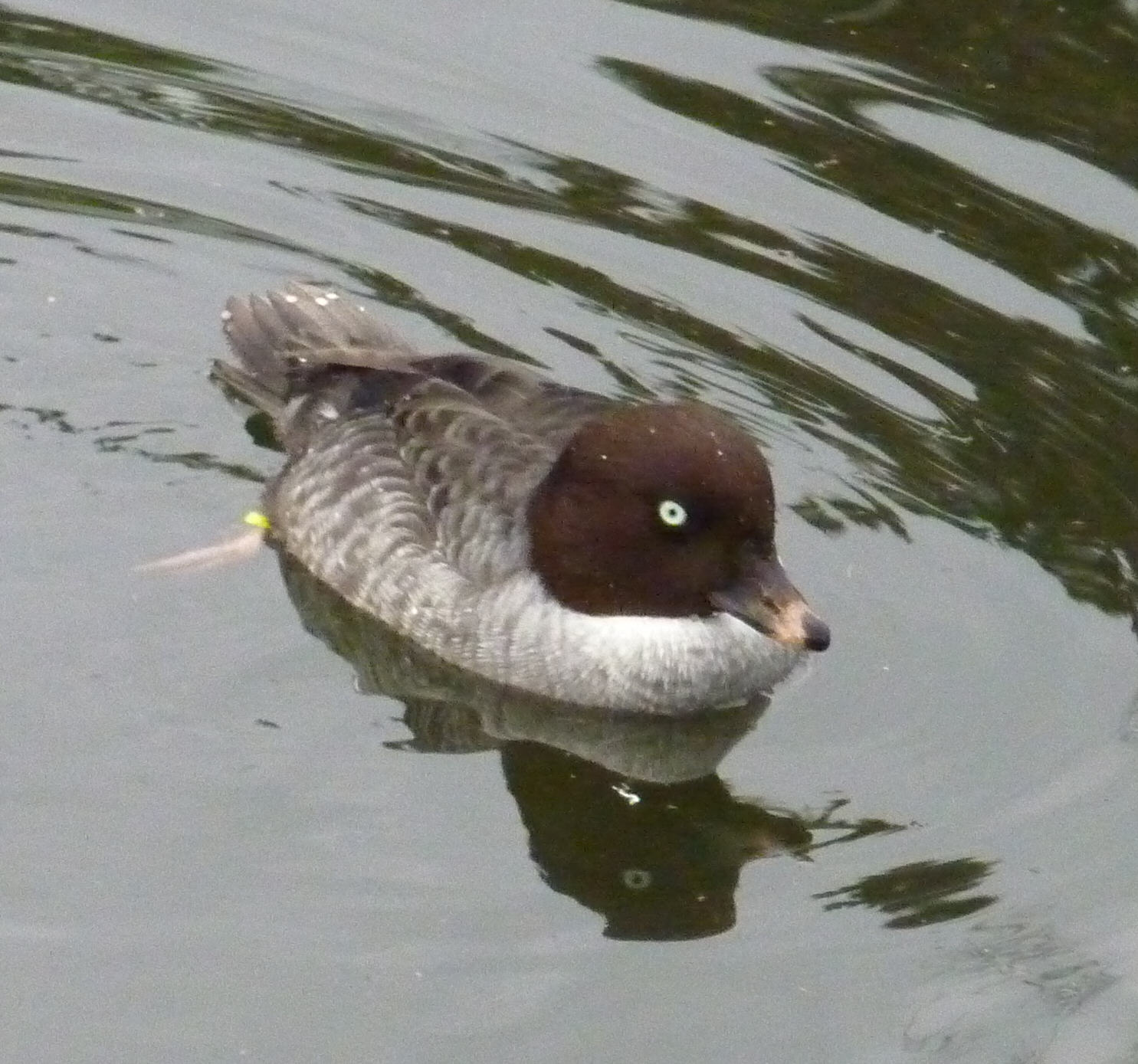
Garrot à œil d'or

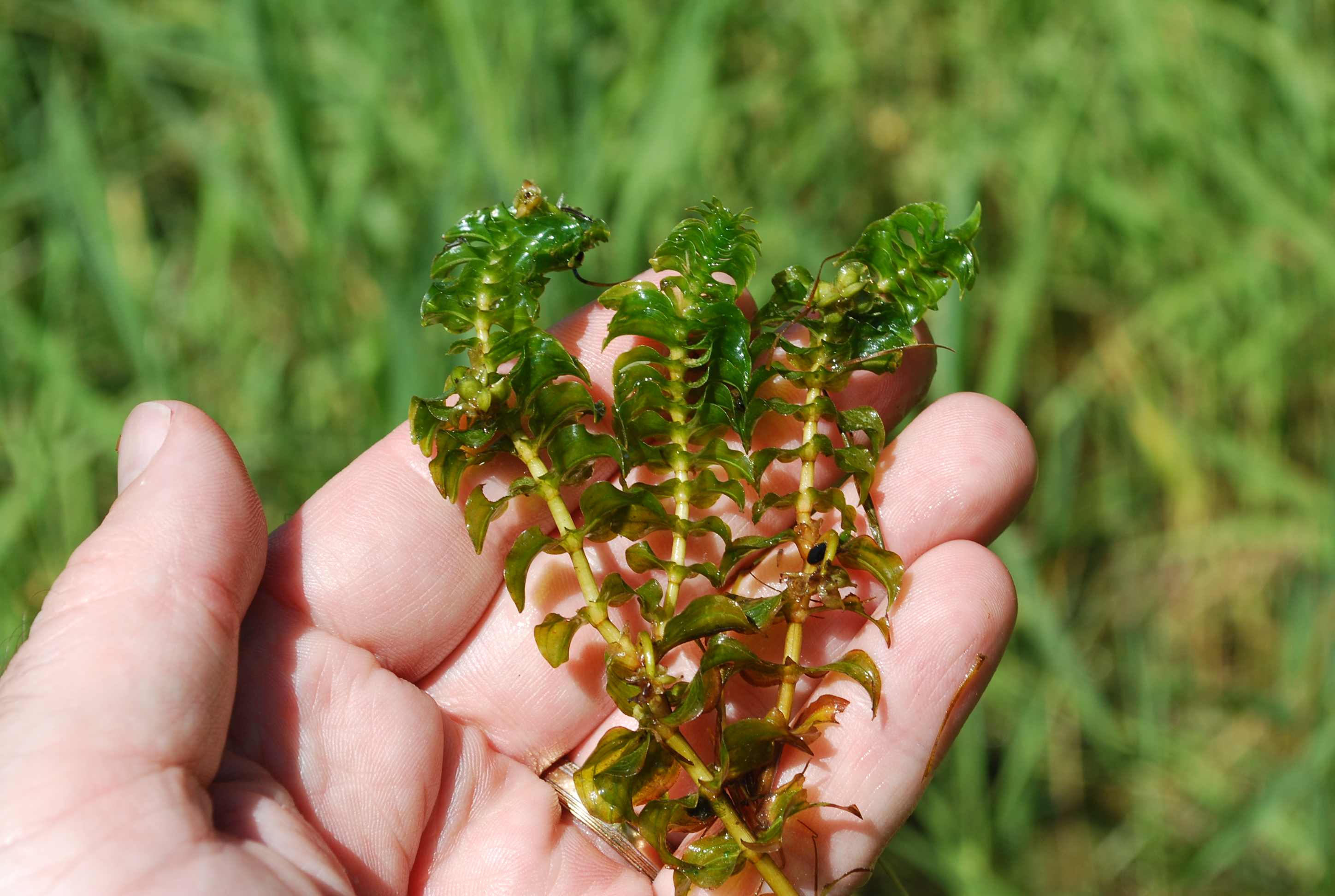
Potamot dense (Groenlandia densa)
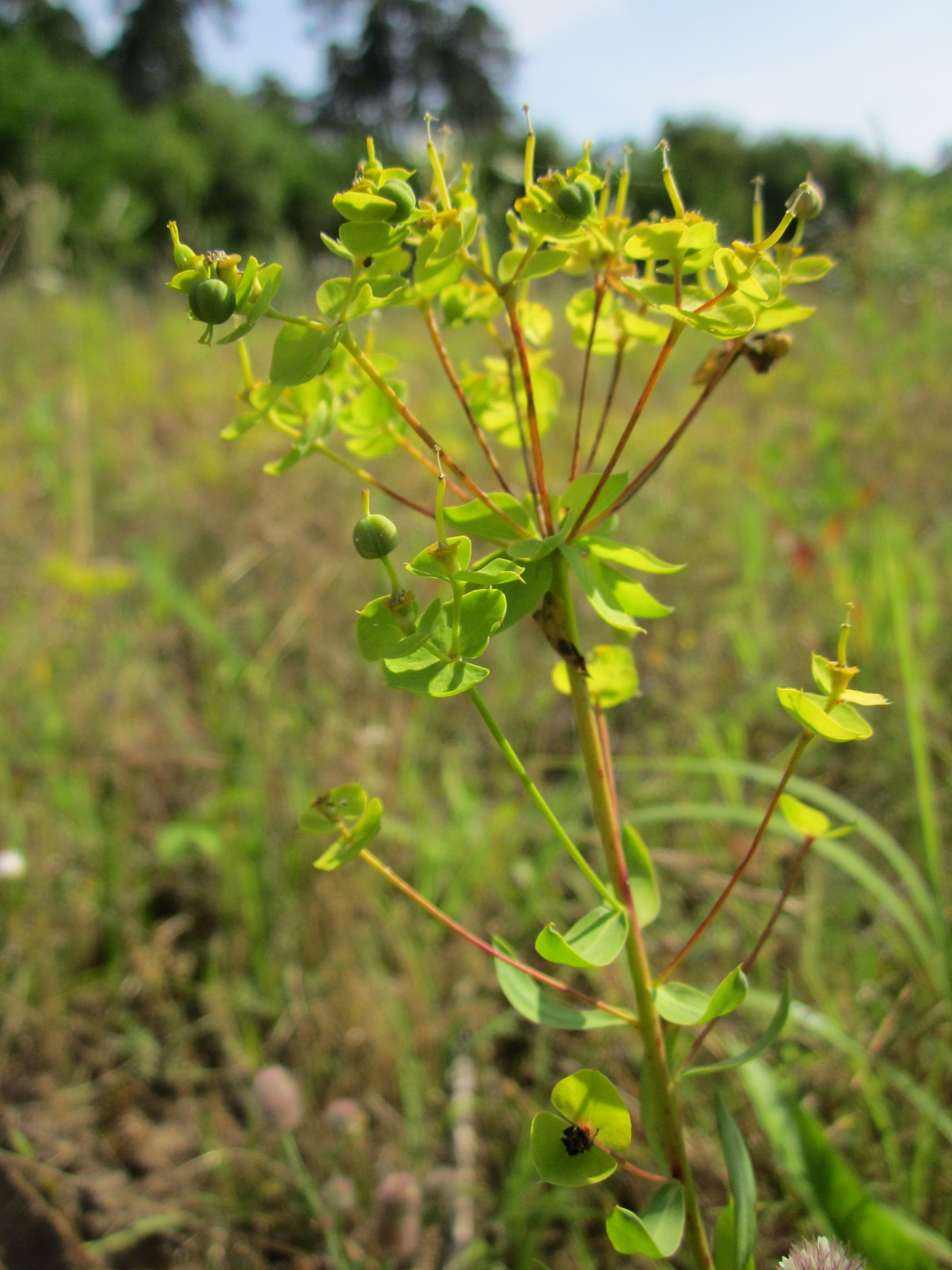
Euphorbe de Séguier
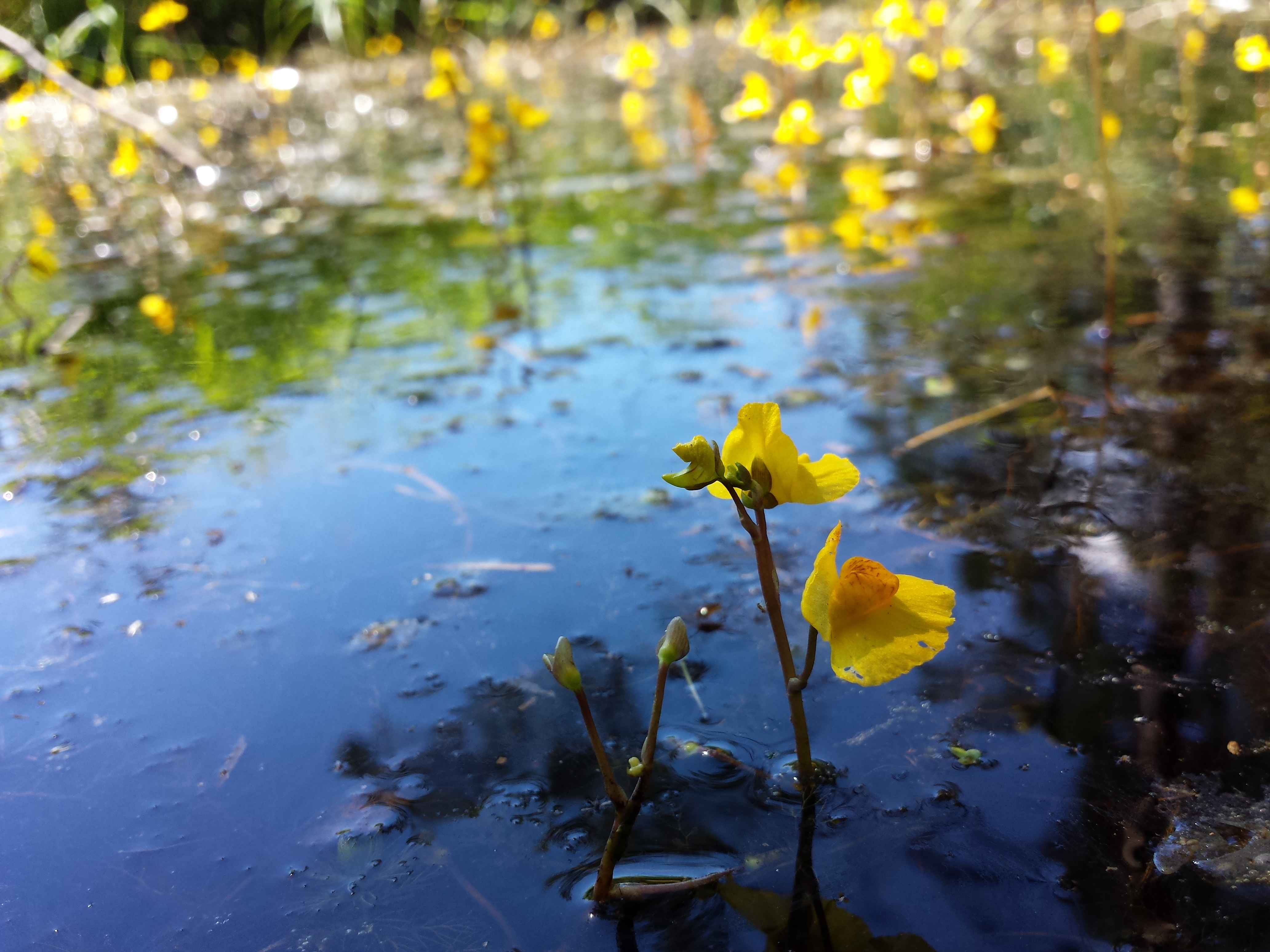
Utriculaire citrine (Utricularia australis)

## Urbanisme

### Typologie
Au 1er janvier 2024, Bazoches-lès-Bray est catégorisée bourg rural, selon la nouvelle grille communale de densité à sept niveaux définie par l'Insee en 2022.
Elle est située hors unité urbaine. Par ailleurs la commune fait partie de l'aire d'attraction de Paris, dont elle est une commune de la couronne,. Cette aire regroupe 1 929 communes,.

### Occupation des sols
L'occupation des sols de la commune, telle qu'elle ressort de la base de données européenne d’occupation biophysique des sols Corine Land Cover (CLC), est marquée par l'importance des territoires agricoles (70,2 % en 2018), en diminution par rapport à 1990 (79,3 %). La répartition détaillée en 2018 est la suivante : 
terres arables (62,4% ), eaux continentales (13,7% ), forêts (13,3% ), zones agricoles hétérogènes (7,8% ), zones urbanisées (2,4% ), mines, décharges et chantiers (0,4 %).
Parallèlement, L'Institut Paris Région, agence d'urbanisme de la région Île-de-France, a mis en place un inventaire numérique de l'occupation du sol de l'Île-de-France, dénommé le MOS (Mode d'occupation du sol), actualisé régulièrement depuis sa première édition en 1982. Réalisé à partir de photos aériennes, le Mos distingue les espaces naturels, agricoles et forestiers mais aussi les espaces urbains (habitat, infrastructures, équipements, activités économiques, etc.) selon une classification pouvant aller jusqu'à 81 postes, différente de celle de Corine Land Cover,,. L'Institut met également à disposition des outils permettant de visualiser par photo aérienne l'évolution de l'occupation des sols de la commune entre 1949 et 2018.

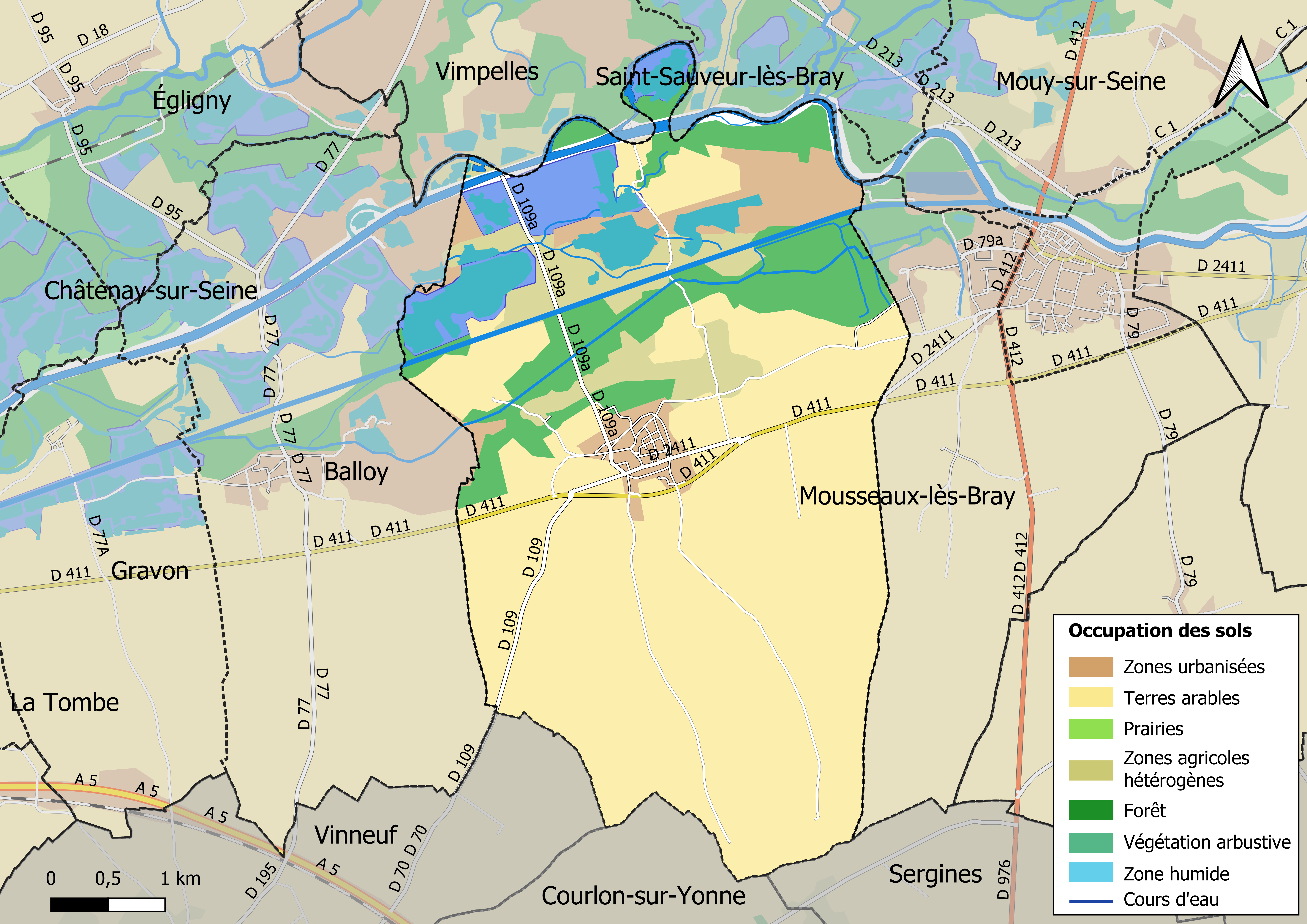
Carte des infrastructures et de l'occupation des sols en 2018 (CLC) de la commune.
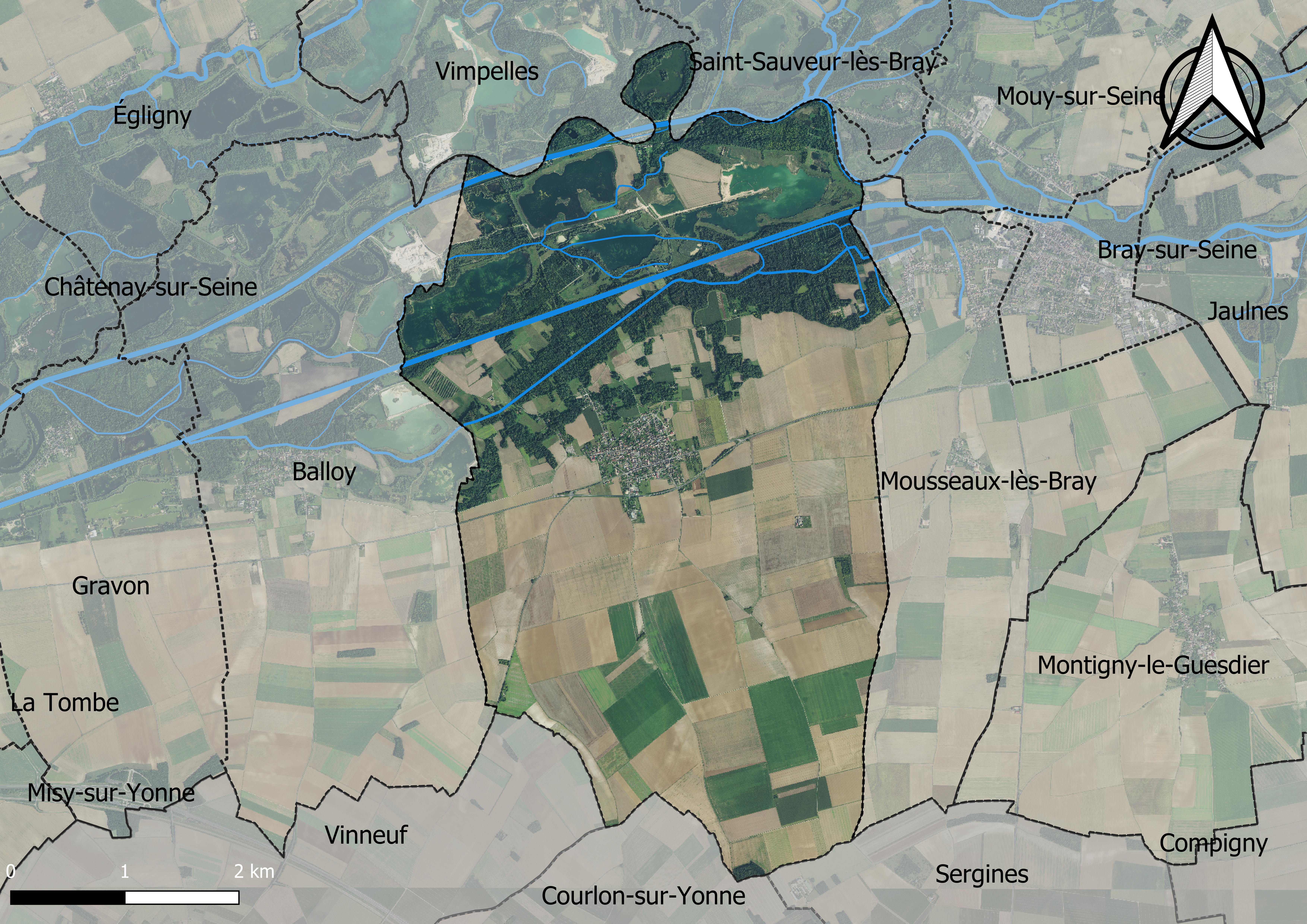
Carte orhophotogrammétrique de la commune.

### Planification
La loi SRU du 13 décembre 2000 a incité les communes à se regrouper au sein d’un établissement public, pour déterminer les partis d’aménagement de l’espace au sein d’un SCoT, un document d’orientation stratégique des politiques publiques à une grande échelle et à un horizon de 20 ans et s'imposant aux documents d'urbanisme locaux, les PLU (Plan local d'urbanisme). La commune est dans le territoire du SCOT Grand Provinois, dont le projet a été arrêté le 29 janvier 2020 et approuvé le 27 novembre 2012, porté par le syndicat mixte d’études et de programmation (SMEP) du Grand Provinois, qui regroupe les Communautés de Communes du Provinois et de Bassée-Montois, soit 82 communes.
La commune, en 2019, avait engagé l'élaboration d'un plan local d'urbanisme.

### Lieux-dits et écarts
De façon générale, la route départementale D 411 (Nogent-sur-Seine – Montereau-Fault-Yonne) divise la commune entre les « Hauts » au sud et les « Bas » au nord et jusqu'à la Seine.
Si les lieux-dits et écarts sont nombreux (162) (source : le fichier Fantoir), les hameaux sont rares : les Beaumonts, la Grande Bosse (écluse), le Bout des Voies, la Motte, la Grande Pré, la Rompure, les Réaudins et Tarot.

### Logement
En 2016, le nombre total de logements dans la commune était de 443 dont 91,2 % de maisons et 2,6 % d'appartements.
Parmi ces logements, 81,3 % étaient des résidences principales, 12,2 % des résidences secondaires et 6,5 % des logements vacants.
La part des ménages fiscaux propriétaires de leur résidence principale s'élevait à 87,1 % contre 11,1 % de locataires et 1,7 % logés gratuitement.

### Voies de communication et transports
La commune est desservie par les lignes 3202, 3214, 3240, 3250 et 3262 du réseau de bus Provinois - Brie et Seine.

## Toponymie
Le nom de la localité est mentionné sous les formes Basochia en  1137Bazochiae en 1247 ; Bassouches en 1250 ; Basoches vers 1260 ; Basoiches en 1276 ; Bazoiches, 1330 ; Basouches en 1464 ; Bazoches lez Bray sur Seine en 1495 ; Bazosches en 1604 ; Bazoches en 1774,.
De l'oïl basoche , « église ».

## Histoire
Ancien village fortifié au Moyen Âge, certaines rues ont conservé les noms des lieux qu'ils représentaient.
Ainsi, tout autour du village, se trouvent les quatre rues « des Fossés ».
On note aussi la rue Neuve qui fut la première à être pavée ; la rue de l'Auditoire, allusion à la maison de l'auditoire, ancienne maison publique, aujourd'hui maison d'habitation située sur la place de l'Église ; la rue des Roises relative au rouissage du chanvre, une des activités du village à l'époque pré-industrielle. Cette activité de rouissage du chanvre aurait donné au village pendant plusieurs siècles le surnom de « village des Fous » (lieu-dit « Tournefou » en bordure de la Seine) à cause des effets du travail du chanvre qui est de la même famille de plantes que le cannabis.
Avant la Révolution, la cure (paroisse) du village est à la nomination et présentation (droit de patronage, collation) des abbés et religieux de l'abbaye Saint-Michel du Tréport qui percevait les dîmes, 600 livres selon une déclaration de 1642

## Politique et administration

### Liste des maires

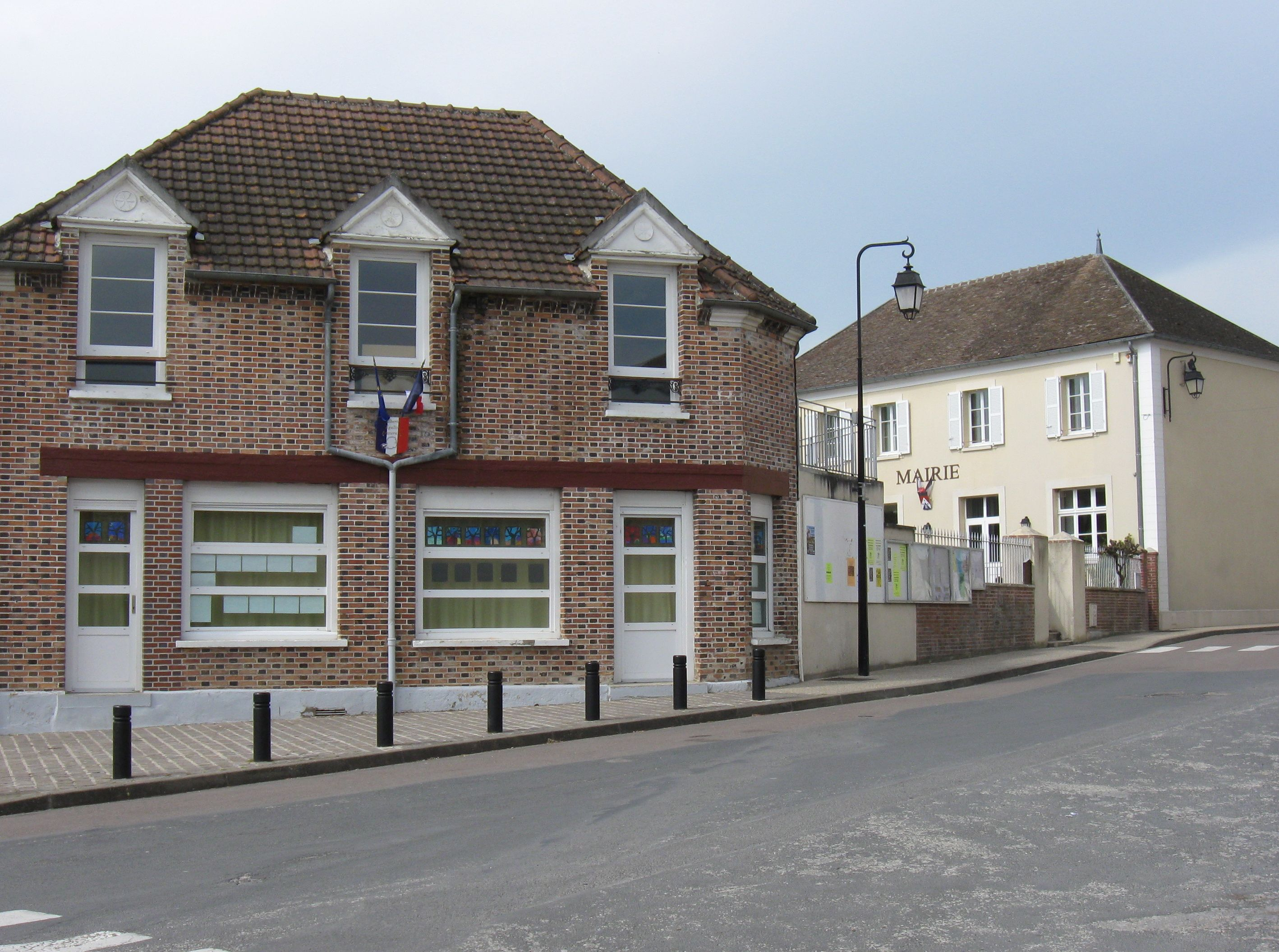
La mairie-école.

| Période                                  | Période   | Identité           | Étiquette | Qualité                      |
| ---------------------------------------- | --------- | ------------------ | --------- | ---------------------------- |
| Les données manquantes sont à compléter. |           |                    |           |                              |
| décembre 1947                            | mars 1977 | André Charle       |           | agriculteur                  |
| mars 1977                                | mars 1983 | Jean-Paul Savourat |           | agriculteur                  |
| mars 1983                                | mars 2014 | Jean-Louis Charle  |           | agriculteur                  |
| mars 2014                                | 2020      | Bernard Beaudet    |           | Mécanicien navigant retraité |
| 2020                                     | En cours  | Jean-Luc Chaplot   |           | Agriculteur                  |

### Jumelages
Comme toutes les communes dépendant de Bray-sur-Seine, la commune de Bazoches-lès-Bray est jumelée à Hemsbach (Allemagne). Les échanges sont fréquents et cordiaux entre ces deux régions d'Europe.

## Équipements et services

### Eau et assainissement
L’organisation de la distribution de l’eau potable, de la collecte et du traitement des eaux usées et pluviales relève des communes. La loi NOTRe de 2015 a accru le rôle des EPCI à fiscalité propre en leur transférant cette compétence. Ce transfert devait en principe être effectif au 1er janvier 2020, mais la loi Ferrand-Fesneau du 3 août 2018 a introduit la possibilité d’un report de ce transfert au 1er janvier 2026,.

#### Assainissement des eaux usées
En 2020, la commune de Bazoches-lès-Bray gère le service d’assainissement collectif (collecte, transport et dépollution) en régie directe, c’est-à-dire avec ses propres personnels.
L’assainissement non collectif (ANC) désigne les installations individuelles de traitement des eaux domestiques qui ne sont pas desservies par un réseau public de collecte des eaux usées et qui doivent en conséquence traiter elles-mêmes leurs eaux usées avant de les rejeter dans le milieu naturel. La communauté de communes de la Bassée - Montois (CCBM) assure pour le compte de la commune le service public d'assainissement non collectif (SPANC), qui a pour mission de vérifier la bonne exécution des travaux de réalisation et de réhabilitation, ainsi que le bon fonctionnement et l’entretien des installations,.

#### Eau potable
En 2020, l'alimentation en eau potable est assurée par la commune qui gère le service en régie,.
Les nappes de Beauce et du Champigny sont classées en zone de répartition des eaux (ZRE), signifiant un déséquilibre entre les besoins en eau et la ressource disponible. Le changement climatique est susceptible d’aggraver ce déséquilibre. Ainsi afin de renforcer la garantie d’une distribution d’une eau de qualité en permanence sur le territoire du département, le troisième Plan départemental de l’eau signé, le 3 octobre 2017, contient un plan d’actions afin d’assurer avec priorisation la sécurisation de l’alimentation en eau potable des Seine-et-Marnais. À cette fin a été préparé et publié en décembre 2020 un schéma départemental d’alimentation en eau potable de secours dans lequel huit secteurs prioritaires sont définis. La commune fait partie du secteur Bassée Montois.

## Population et société

### Démographie
L'évolution du nombre d'habitants est connue à travers les recensements de la population effectués dans la commune depuis 1793. Pour les communes de moins de 10 000 habitants, une enquête de recensement portant sur toute la population est réalisée tous les cinq ans, les populations de référence des années intermédiaires étant quant à elles estimées par interpolation ou extrapolation. Pour la commune, le premier recensement exhaustif entrant dans le cadre du nouveau dispositif a été réalisé en 2004.

En 2022, la commune comptait 889 habitants, en évolution de +3,25 % par rapport à 2016 (Seine-et-Marne : +3,92 %, France hors Mayotte : +2,11 %).
| 1793 | 1800 | 1806 | 1821 | 1831 | 1836 | 1841 | 1846 | 1851 |
| ---- | ---- | ---- | ---- | ---- | ---- | ---- | ---- | ---- |
| 597  | 615  | 626  | 668  | 682  | 732  | 728  | 817  | 842  |

| 1856 | 1861 | 1866 | 1872 | 1876 | 1881 | 1886 | 1891 | 1896 |
| ---- | ---- | ---- | ---- | ---- | ---- | ---- | ---- | ---- |
| 829  | 803  | 822  | 785  | 755  | 732  | 710  | 711  | 686  |

| 1901 | 1906 | 1911 | 1921 | 1926 | 1931 | 1936 | 1946 | 1954 |
| ---- | ---- | ---- | ---- | ---- | ---- | ---- | ---- | ---- |
| 647  | 643  | 617  | 530  | 570  | 541  | 493  | 517  | 496  |

| 1962 | 1968 | 1975 | 1982 | 1990 | 1999 | 2004 | 2006 | 2009 |
| ---- | ---- | ---- | ---- | ---- | ---- | ---- | ---- | ---- |
| 490  | 507  | 514  | 568  | 672  | 768  | 778  | 776  | 813  |

| 2014 | 2019 | 2022 | - | - | - | - | - | - |
| ---- | ---- | ---- | - | - | - | - | - | - |
| 848  | 862  | 889  | - | - | - | - | - | - |

### Sports
- Terrain de tennis
- Terrain de football au lieu-dit l'Éolienne
- Danse sur percussion
- Danse modern jazz
- Goshindo
- Step

## Économie
Activité essentiellement axée sur la culture céréalière, pendant l'après-guerre l'élevage du mouton s’est également pratiqué à Bazoches sur une assez grande échelle – mais ce mode de vie est maintenant complètement révolu.
Une zone forestière le long de la vallée de la Seine fut longtemps exploitée à l'époque où chaque ménage possédait une cuisinière à bois, mais aujourd'hui la plupart des parcelles sont laissées à l'abandon. On voit néanmoins depuis quelque temps que çà et là des coupes y sont effectuées. Il existe à Bazoches un fort potentiel énergétique avec le bois pour faire du papier, du chauffage ou du bois d'œuvre[réf. nécessaire]. La terre y est riche et la culture céréalière y est pratiquée depuis des siècles. Une épaisse couche de tourbe est disponible en beaucoup d'endroits[réf. nécessaire].
Actuellement, les sables déposés par la Seine au cours des âges sont extraits dans des sablières, ce qui fournit des revenus à la commune.

### Revenus de la population et fiscalité
En 2018, le nombre de ménages fiscaux de la commune était de 368, représentant 921 personnes et la  médiane du revenu disponible par unité de consommation  de 22 370 euros.

### Emploi
En 2018 , le nombre total d’emplois dans la zone était de 79, occupant 363 actifs  résidants.
Le taux d'activité de la population (actifs ayant un emploi) âgée de 15 à 64 ans s'élevait à 69,1 % contre un taux de chômage de 9,8 %. 
Les 21,1 % d’inactifs se répartissent de la façon suivante : 7,5 % d’étudiants et stagiaires non rémunérés, 8,1 % de retraités ou préretraités et 5,6 % pour les autres inactifs.

### Secteurs d'activité

#### Entreprises et commerces
En 2019, le nombre d’unités légales et d’établissements (activités marchandes hors agriculture) par secteur d'activité était de 36 dont 2 dans l’industrie manufacturière, industries extractives et autres, 15 dans la construction, 7 dans le commerce de gros et de détail, transports, hébergement et restauration, 1 dans les activités immobilières, 7 dans les activités spécialisées, scientifiques et techniques et activités de services administratifs et de soutien, 2 dans l’administration publique, enseignement, santé humaine et action sociale et 2  étaient relatifs aux autres activités de services.
En 2020, 6 entreprises ont été créées sur le territoire de la commune, dont 5 individuelles.
Au 1er janvier 2021, la commune ne disposait pas d’hôtel et de terrain de camping.

#### Agriculture
Bazoches-lès-Bray est dans la petite région agricole dénommée la « Bassée » ou « Basse Seine », au sud-est du département. En 2010, l'orientation technico-économique de l'agriculture sur la commune est la culture de céréales et d'oléoprotéagineux (COP).
Si la productivité agricole de la Seine-et-Marne se situe dans le peloton de tête des départements français, le département enregistre un double phénomène de disparition des terres cultivables (près de 2 000 ha par an dans les années 1980, moins dans les années 2000) et de réduction d'environ 30 % du nombre d'agriculteurs dans les années 2010. Cette tendance se retrouve au niveau de la commune où le nombre d’exploitations est passé de 20 en 1988 à  à 12 en 2010. Parallèlement, la taille de ces exploitations augmente, passant de 87 ha en 1988 à 110 ha en 2010.
Le tableau ci-dessous présente les principales caractéristiques des exploitations agricoles de Bazoches-lès-Bray, observées sur une période de 22 ans : 
|                                      | 1988  | 2000  | 2010  |
| ------------------------------------ | ----- | ----- | ----- |
| Dimension économique,                |       |       |       |
| Nombre d’exploitations (u)           | 20    | 12    | 12    |
| Travail (UTA)                        | 32    | 16    | 13    |
| Surface agricole utilisée (ha)       | 1 731 | 1 467 | 1 319 |
| Cultures                             |       |       |       |
| Terres labourables (ha)              | 1 708 | 1 462 | 1 317 |
| Céréales (ha)                        | 1 076 | 879   | 825   |
| dont blé tendre (ha)                 | 754   | 659   | 533   |
| dont maïs-grain et maïs-semence (ha) | 115   | 38    | s     |
| Tournesol (ha)                       | 160   | 53    | 46    |
| Colza et navette (ha)                | 65    | 159   | 221   |
| Élevage                              |       |       |       |
| Cheptel (UGBTA)                      | 112   | 16    | 0     |

## Culture locale et patrimoine

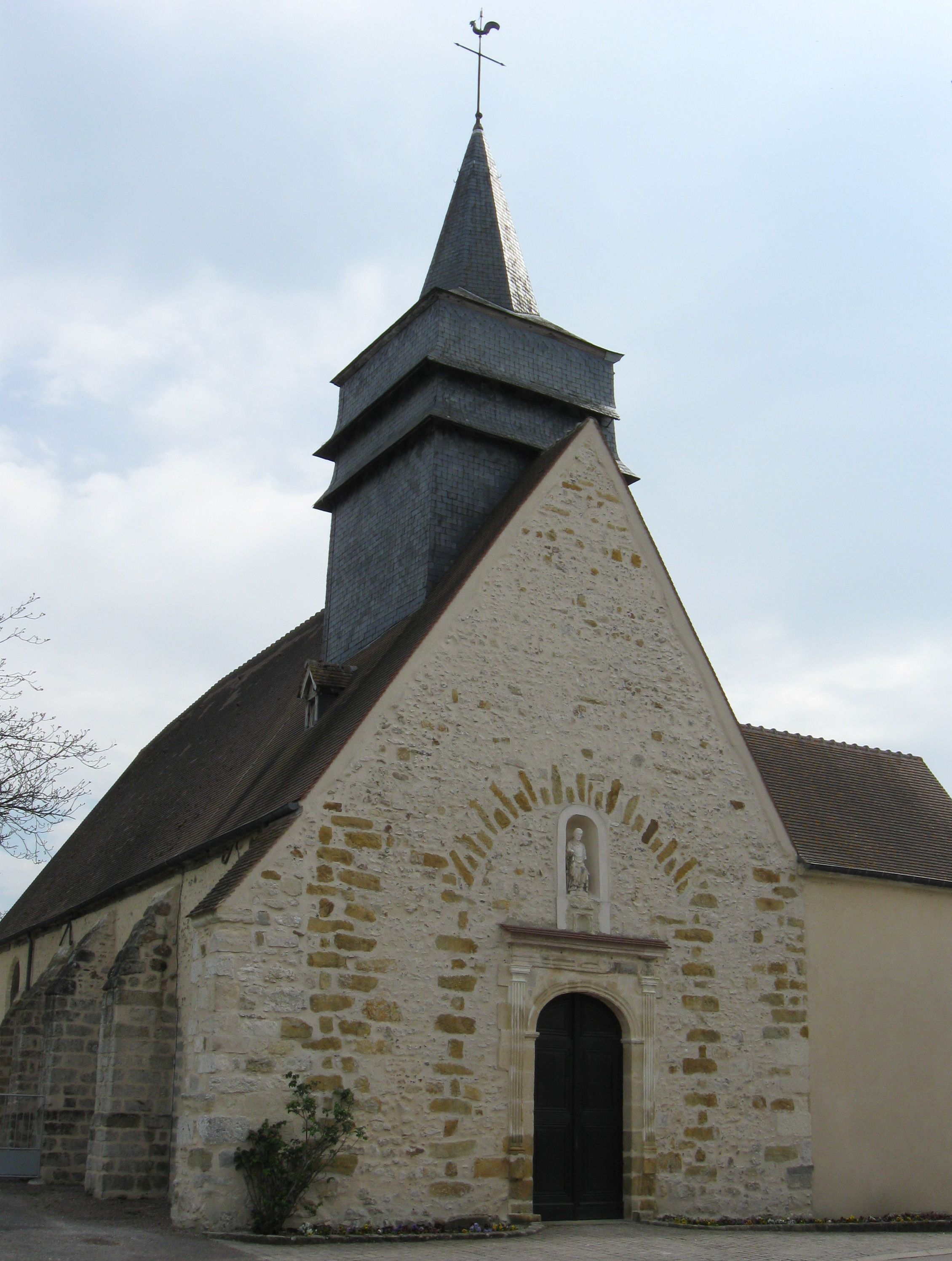
L'église Saint-Pierre-Saint-Paul.

### Lieux et monuments
- Église dédiée à saint Pierre et saint Paul, autel de la Sainte Vierge du XIVe siècle.
- Grand lavoir communal construit en 1856 irrigué par le ruisseau de la Motte  (rue du lavoir).
- Calvaire ancien face au cimetière communal (probablement du XIXe siècle).
- Ensemble fluvial VNF et écluse de La Grande Bosse (commune de Vimpelles).
- Bords de Seine et lieux de pêche en Seine ou dans le canal désaffecté.
- À la motte castrale de « la Motte de Rieux » des vestiges sont visibles d'une ancienne fortification féodale. S’y trouvaient un château détruit par un incendie en 1750, une ferme et un moulin à grains. Là sont les sources d'un petit ruisseau qui traverse la commune en irriguant le lavoir ; ce petit cours d’eau coule ensuite à l'ouest dans la commune mitoyenne de Balloy puis, passant sous le canal, transite à l'est de Gravon où il conflue avec la Seine dans un bras mort. Il semblerait également que ce fut l’emplacement d'une villa romaine ou d'un camp romain pour légionnaires, étant donné la forme géométrique à angles droits de chaque côté de l'entrée du fossé de défense ; ceci n'est pas une disposition habituelle des IXe et Xe siècles où les fossés des châteaux-forts étaient toujours circulaires[78].

Par ailleurs, il existe sur le site des fragments de ciment rose, ce qui est une marque de la présence romaine (présence due à la source très probablement). Le site se trouverait sur le tracé d'une voie romaine qui reliait Troyes avec Lillebonne dans la Seine-Maritime, en passant par Lutèce. Et non loin de la « voie du Perré » qui reliait Rome avec Londres par Dunkerque ou Boulogne, il reste un tronçon de cette voie romaine dans la commune de Montigny-le-Guesdier, deux ponts de pierre (comme neufs) subsistent toujours au passage de l'Oreuse en limite des communes d'Évry et Gisy non loin de Sens  le long de la D 23 dans le département de l'Yonne.
Le GR 11F traverse le village et la commune d’est en ouest.

### Personnalités liées à la commune
- André Huet, instituteur, auteur d'une monographie olographe très riche et exhaustive sur l'histoire de Bazoches-lès-Bray conservée en mairie. Ce document ne se prête plus car certains emprunteurs ont arraché des pages. Mais des copies existent. Ce document raconte l'histoire du village depuis la préhistoire. Il y figure un plan naïf de la commune qui fut dressé sur un parchemin en 1611/1612 pour servir de base à la succession d'Henri IV assassiné en mai 1610. Ce genre de plan avait sans doute été levé sur toutes les possessions de la couronne pour servir aux notaires.
- René Baclet (1906-1986), parolier et poète qui fut lauréat du grand prix de la chanson de l'ABC et Paris presse l'intransigeant en 1937. Il fut chanté par Édith Piaf, Anny Gould, Dany Dauberson, etc. Sa plus célèbre chanson est le Gallipetant qui lui valut le grand prix de 1937.
- Gustave Chopinet (1847-1918), homme politique français de la Troisième République.

### Héraldique
| Armes de Bazoches-lès-Bray | Les armes de Bazoches-lès-Bray (blason créé en 1998) se blasonnent ainsi : Divisé en chevron: au premier de gueules à deux griffons affrontés d'or, au deuxième d'azur à la tour d'argent; au chevron d'argent chargé de trois molettes de sable, celle de dextre remplie d'azur, celle de senestre rempli de gueules, et brochant sur la partition. |